# Franck Van Deren Coke
Franck Van Deren Coke (né le 4 juillet 1921 à Lexington au Kentucky et mort le 11 juillet 2004  à Albuquerque) est un photographe et critique américain.

## Biographie
Franck Van Deren Coke commence la photographie en 1936, et fait connaissance d'Edward Weston en 1938, et de Paul Strand. Il fait sa première exposition de photos en 1954. Il organise l'exposition Creative Photography en 1956, et donne des cours à l'Université d'Indiana. Il dirige la George Eastman House entre 1971 et 1972. Il était l'avocat de la photographie expérimentale. Il exerce une double activité de photographe et de critique à partir de 1975, et dirige le département photo du Musée d'Art moderne de San Francisco entre 1979 et 1987.
Il meurt à Albuquerque en 2004. Un prix porte son nom depuis cette année-là,.

## Expositions
- 1940 : Université du Kentucky
- 1955 : Galerie d'Art de l'Université du Texas
- 1961 : Rochester
- 1963 : Phoenix Art Museum
- 1972 : Focus Gallery, San Francisco
- 1974 : Oakland Museum
- 1975 : Die Brucke, Vienne
- 1975 : Galerie Nagel, Berlin
- 1976 : Robert Schoelkopf, New York
- 1976 : La Photogalerie, Paris
- 1982 : Art Museum, Albuquerque